# Armin Sohns
Armin Sohns (* 1959 in Wadern/Saar) ist ein deutscher Politik- und Erziehungswissenschaftler und Professor mit dem Schwerpunkt Frühförderung (Hochschule Neubrandenburg, 1998–2004). Seit 2004 lehrt er an der Hochschule Nordhausen als Professor für Heilpädagogik.

## Biografie
Nach dem Abitur in seinem Heimatort Wadern/Saar studierte Sohns in Marburg/Lahn im Doppelstudium Erziehungs- und Politikwissenschaften, das er 1984 und 1985 jeweils mit Diplom abschloss. Nach einer kurzen Beschäftigung in der Universitätsklinik für Kinder- und Jugendpsychiatrie wurde er vom gleichen Träger 1987 als Pädagoge in die neu gegründete Frühförderstelle Marburg übernommen. Parallel arbeitete Sohns als wissenschaftlicher Mitarbeiter in der „Projektgruppe Frühförderung“, die bis März 1992 im Auftrag des hessischen Sozialministeriums den Aufbau der Frühförderung in Hessen begleitete. Nach dem Projektabschluss wurde die Arbeitsstelle Frühförderung in Hessen gegründet, die vom hessischen Sozialministerium finanziert wird. Die Trägerschaft hierfür übernahm die „Vereinigung für interdisziplinäre Frühförderung (VIFF)“ in Hessen, in dessen Vorstand Sohns Beisitzender ist.
1995 übernahm Sohns die Leitung der interdisziplinären Frühförderstellen und Früherkennungsteams in verschiedenen Orten im Landkreis Osnabrück. Ab 1996 gehörte er dem Vorstand der VIFF Nord an, ab 2000 war er deren Vorsitzender. Parallel promovierte er von 1995 bis 1998 berufsbegleitend an der Fakultät für Erziehungswissenschaften der Philipps-Universität Marburg in Kooperation mit der Medizinischen Fakultät der Universität Gießen bei Gerhard Neuhäuser. 1998 übernahm er die C2-Professur für Sozial- und Behindertenpädagogik an der (Fach-)Hochschule Neubrandenburg, die mit dem Schwerpunkt „Frühförderung“ ausgeschrieben wurde.
2004 nahm er einen Ruf an die Hochschule Nordhausen auf die C3-Professur „Heilpädagogik“ an; dort wurde der Studiengang „Gesundheits- und Sozialwesen“ aufgebaut. Parallel wirkte er (2006) in Kooperation mit dieser Hochschule in Nordhausen am Aufbau des Studiengangs „Interdisziplinäre Frühförderung“ für eine private Hochschule in Gera mit. In Nordhausen war er als Studiengangbeauftragter für die Neukonzipierung des Bachelor-Studiengangs Heilpädagogik (2012) und des berufsbegleitenden Master-Studiengangs „Transdisziplinäre Frühförderung“ (2014) verantwortlich.
Von 2012 bin 2018 wirkte Sohns im Rahmen einer Kooperationsvereinbarung mit Nordhausen als Gastprofessor an der Medical School Berlin, wo der Bachelor-Studiengang „Transdisziplinäre Frühförderung“ konzipiert und akkreditiert wurde. Bis 2014 war er während der Aufbauphase auch Mitglied im dortigen Senat. Bis 2024 lehrte er in einem Verbund zwischen der Medical School und der Hochschule Nordhausen auch an den Standorten Berlin und Hamburg, im Gegenzug waren Dozenten der Medical School im Master-Studiengang Frühförderung in Nordhausen tätig.
2019 wurde an der Hochschule Nordhausen auf Beschluss des Studienbereichs Gesundheits- und Sozialwesen unter seiner Leitung ein „Kompetenzzentrum Frühe Kindheit“ (KFK) gegründet. Neben anderen Weiterbildungsangeboten erprobt das KFK auch seit 2021 das von ihm erstellte Konzept „Inklusive Frühförderung“.
Sohns war von 1982 bis 2007 verheiratet, aus der Ehe stammen drei Kinder. Mit der Ernennung zum Professor in Neubrandenburg erfolgte 1998 ein Wechsel seines Wohnortes nach Gelnhausen/Hessen, in deren Region seine Ehefrau die Leitung einer pädagogischen Einrichtung übernahm. Seit der Trennung von seiner Frau im Jahr 2000 lebt er mit erstem Wohnsitz in Gelnhausen in einer Wohngemeinschaft.

## Berufliche Tätigkeit
Sohns beschäftigt sich insbesondere mit Aspekten einer verbesserten Chancengleichheit von Kindern mit erhöhten Entwicklungsrisiken im frühen Kindesalter. Dabei definiert er Frühförderung nicht im engen Sinn als „heilpädagogische Leistungen für Kinder mit einer (drohenden) Behinderung“, sondern als interdisziplinäres Gesamtsystem zur möglichst frühen Stärkung von Kindern mit Entwicklungsrisiken und ihrem sozialen Umfeld, in das er auch die Kindertagesstätten („teilstationäre Frühförderung“) mit einbezieht.
Bereits in seiner Marburger Zeit war er (ab 1987) federführend an dem Aufbau einer Struktur der Frühförderung beteiligt, die sich – anders als in anderen Landkreisen – nicht nur auf die Förderung von Kindern mit (drohenden) Behinderungen konzentrierte, sondern auf der Grundlage einer Pauschalfinanzierung ein Gesamtkonzept entwickelte, das auch die Lebenswelt des Kindes in den Fokus nahm und bewusst auch Eltern und Kindertagesstätten stärkte. Dieser aus der wissenschaftlichen Begleitforschung der Frühförderung in Hessen heraus entwickelte Ansatz führte auch zu einer Finanzierung einer „heilpädagogischen Kindertagesstättenfachberatung“ in Hessen. Das Konzept entwickelte Sohns systematisch weiter - in den 1990er Jahren zu einem Konzept „Gemeindenahe Verbundsysteme“, später zum Konzept der „Inklusiven Frühförderung“.
Nach seiner Ernennung als Professor beriet er von 1999 bis 2001 das Bundessozialministerium zu Fragen der Frühförderung im Rahmen der Erstellung des Rehabilitationsgesetzes (SGB IX). Vorrangiges Thema war hier die verbindliche Etablierung einer interdisziplinären Kooperation über die Zuständigkeiten unterschiedlicher Rehabilitationsträger hinweg, die in der Etablierung des Begriffs „Komplexleistung“ ihren Ausdruck fand. Auch an der Vorbereitung der Reform des SGB VIII (Kinder- und Jugendstärkungsgesetz) wirkte er mit, u. a. durch ein gemeinsames Gutachten mit der Prognos-AG für das Bundesfamilienministerium zur Frage der „Inklusiven Lösung“.
Bereits zuvor äußerte sich Sohns in zahlreichen Publikationen kritisch zur Umsetzung des SGB IX durch die verschiedenen Rehabilitationsträger, aber auch zur Ausgestaltung innerhalb der Frühförderung. Ausgehend von einer Analyse der einzelnen Arbeitsfelder und ihrer Effektivität steht Sohns für eine konstruktiv-kritische Auseinandersetzung mit der derzeitigen Organisation des Sozial- und Gesundheitssystems. Besondere Aufmerksamkeit legt er auf eine verbesserte Früherkennung und den Ausbau verschiedener Einzelsysteme zu einem interdisziplinären Gesamtsystem. Wichtig seien ihm die frühe Stärkung von Kindern „innerhalb der ersten 1.000 Tage“, da hier noch neuronale Zeitfenster genutzt werden könnten, die später nur sehr schwer wieder nachzuholen seien. Entsprechend kritisiert er an dem System der Frühförderung einerseits seine „Hochschwelligkeit“, die mit stigmatisierenden Antrags- und Überprüfungsverfahren Eltern oft jahrelang von der Inanspruchnahme eines Hilfeangebots abhielte. Dies belegt er mit dem hohen Durchschnittsalter der Kinder zum Zeitpunkt einer Erstanmeldung in der Frühförderung. Zum anderen bemängelt er die oft „starre“ Ausrichtung der Rehabilitationsträger, die sich primär auf die Feststellung und verwaltungstechnische Gewährleistung von Rechtsansprüchen konzentriere und die fachlich-inhaltliche Gestaltung sozialer Leistungen vernachlässige. Entgegen wissenschaftlichen Erkenntnissen hielten sie primär an einer einseitigen funktionsorientierten Förderung „am Kind“ und den damit verbundenen Finanzierungsstrukturen fest. Dies erschwere die oftmals effektivere alltagsorientierte Stärkung der Lebenswelt des Kindes und schränke die Flexibilität und Effektivität von Frühförderung ein. Entsprechend plädiert er für größere fachliche Spielräume in den Prozessen der Frühförderung.
Gleichzeitig kritisiert er ein 2-Klassen-System der Pädagogik, in denen der (Hoch-)Schulbereich als privilegiertes Bildungssystem verbeamtetes pädagogisches Fachpersonal beschäftige, während die Pädagogik im frühkindlichen Bereich deutlich schlechter ausgebildet und honoriert werde, obwohl gerade hier die nachhaltigen Weichenstellungen für den gesamten späteren Lebensweg von Menschen erfolgten. Chancengleichheit für Kinder sei eine Utopie angesichts gravierender Unterschiede der Lebensbedingungen in den ersten drei Lebensjahren. Danach würden bei ersten kindlichen Entwicklungs- und Intelligenztests bereits gravierende Unterschiede je nach sozialer Herkunft der Kinder festgestellt. Eltern im Bildungsmilieu gäben ihren Kindern wesentlich mehr Stimulationen als Eltern in sozialer Benachteiligung. Das müsse nicht sein. Einen wesentlichen Grund hierfür sieht er in der Benachteiligung frühkindlicher pädagogischer Hilfesysteme gegenüber späteren Bildungseinrichtungen. Daher kritisiert Sohns auch die nach seiner Ansicht unzureichende pädagogische Grundausbildung von Fachkräften in der vorschulischen Pädagogik, für die er ein eigenes Berufsprofil entwarf und zwischen 2006 und 2014 für verschiedene Hochschulen die ersten deutschen Bachelor- und Master-Studiengänge „Frühförderung“ konzipierte.
Mit dem Landkreis Nordfriesland entwickelte er ab 2006 ein Konzept, das über einen Ausbau präventiver Leistungen durch die Frühförderung und den gleichzeitigen Abbau administrativer Zugangsbarrieren die Früherkennung und lebensweltorientierte Hilfeleistungen stärken und zugleich die hohen Kosten der Jugendhilfe senken sollte. Hierbei investieren die Fachpersonen der Frühförderung etwa die Hälfte ihrer Arbeitszeit in sogenannte präventive „fallunspezifische Arbeit“, die Familien in überschaubaren Sozialräumen stärken. Dieses Konzept entwickelte Sohns weiter zur „Inklusiven Frühförderung“, die seit 2021 im Landkreis Göttingen erprobt wird. 2023 wurde dieses Konzept mit dem Deutschen Frühförderpreis ausgezeichnet.

## Fachliche Mitgliedschaften
Seit 1989 ist Sohns Mitglied des Fachverbandes „Vereinigung für Interdisziplinäre Frühförderung“. Bis 2024 war er in insgesamt neun Bundesländern auch Vorsitzender von jeweiligen Ländervereinigungen, von 2010 bis 2014 und 2019 bis 2025 auch Mitglied im Bundesvorstand.
Gründungsmitglied ist er in der „Bundesarbeitsgemeinschaft Bildung und Erziehung in der Kindheit“ (seit 2005) und der „Bundesarbeitsgemeinschaft Gesundheit & Frühe Hilfen“ (seit 2015), in deren Wissenschaftlichen Beirat er zwischenzeitlich auch als Sprecher fungierte. Von 1989 bis 2024 war er Mitglied in der „Bundesvereinigung Lebenshilfe“ e.V.

## Publikationen

### Monographien
- Frühförderung – Ein Hilfesystem im Wandel. Verlag W. Kohlhammer, Stuttgart, 303 S., 2010
- Weiß, H. / Neuhäuser, G./ Sohns, A.: Frühförderung und Sozialpädiatrie. UTB-Reihe, Reinhardt-Verlag, München/Basel, 170 S., 2004
- Frühförderung entwicklungsauffälliger Kinder in Deutschland - Handbuch der fachlichen und organisatorischen Grundlagen. Beltz-Verlag, Weinheim/Basel, 368 S., 2000

### Herausgeberschaften
- Sohns, A. / Weiß, H.: Frühförderung & Frühe Hilfen. Verlag Beltz/Juventa (im Druck)
- Sohns, A.: Inklusive Frühförderung. In: Frühförderung Interdisziplinär, 3/2022. Ernst-Reinhardt-Verlag, München/Basel, 2022
- Gebhard, B. / Seidel, A. / Sohns, A. / Möller-Dreischer, S. (Hrsg.): Frühförderung wirkt - von Anfang an. Kohlhammer Verlag, Stuttgart, 2018
- Seidel, A. / Gebhardt, B. / Sohns, A. / Möller-Dreischer, S.: Frühförderung mittendrin – in Familie und Gesellschaft. Kohlhammer-Verlag, Stuttgart, 2016

### Gutachten und Studien
- Sohns, A. / Seidel, A. / Urbanek, J. / Schulz, D. / Aurin, S. / Neurath; A. / Simon, L. / Bührmann, T. / Trimbach, B. / Bürhrmann, J. / Willeke, I.: Modellprojekt Inklusive Frühförderung - 2020 bis 2023 im Landkreis Göttingen. Leipzig, 140 S., 2023
- Sohns, A. / Hartung, A. / Fleischmann, A. / Urbanek, J.: Entwicklungspsychologische Beratung in Thüringen - Studie im Auftrag des Sozialministeriums in Thüringen. Nordhausen, 47 S., 2016
- Sohns, A. / Hartung, A. / Urbanek, J. / Ederer, F. / Lamschus, K.: Rahmenbedingungen und Qualitätsstandards der Frühförderstellen im Freistaat Thüringen. In: König, L. / Weiß, H.: Anerkennung und Teilhabe für entwicklungsgefährdete Kinder. Kohlhammer Verlag, Stuttgart, 2015, S. 222–237
- Weiterentwicklungsbedarf der Hilfen zur Erziehung im Fall der „Großen Lösung im SGB VIII“. Studie in Kooperation mit der Prognos-AG für das Bundesministerium für Familie, Senioren, Frauen & Jugend. Berlin, 2014, S. 103–210. Freigegeben durch das BMFSFJ, Berlin, 2016
- Gutachten zur Ausgestaltung der Komplexleistung Frühförderung in der Stadt Düsseldorf, 75 S., Juni 2004. Freigegeben durch die Stadt Düsseldorf
- Rahmenbedingungen und Qualitätsstandards der Frühförder- und Beratungsstellen in Mecklenburg-Vorpommern - eine Bestandsaufnahme. Wissenschaftliche Evaluationsstudie der "Vereinigung für interdisziplinäre Frühförderung - Ländervereinigung Nord e.V." in Kooperation mit der Fachhochschule Neubrandenburg im Auftrag der Software-AG-Stiftung Darmstadt, Neubrandenburg, 42 S., 2001

### Ausgewählte Einzelpublikationen
- Bioethische Aspekte in der Frühförderung und Sozialpädiatrie. In: Dungs, S. / Gerber, U. / Mührel, E. (Hrsg.): Biotechnologie in den Kontexten der Sozial- und Gesundheitsberufe. Professionelle Praxen - Disziplinäre Nachbarschaften - Gesellschaftliche Leitbilder. Lang-Verlag, Frankfurt/Main, 2009, S. 125–147
- Pädagogische Konzepte in Kindertagesstätten. In: Stein, R. / Orthmann-Bless, D.: Basiswissen Sonderpädagogik Band I: Frühe Hilfen bei Behinderungen. Schneider-Verlag, Baltmannsweiler, 2009, S. 94–124
- Empowerment als Leitlinie Sozialer Arbeit. In: Michel-Schwartze, B.(Hrsg.): Methodenbuch Soziale Arbeit, 2. überarbeitete und erweiterte Auflage. VS Verlag für Sozialwissenschaften, Wiesbaden, 2009, S. 75–102
- Frühförderung von Kindern im Vorschulalter im Spannungsfeld zwischen fachlichen Ansprüchen von Wissenschaft und Gesetzgeber und der (Nicht-) Umsetzung in der Praxis - Einführung zur Studie „Vernetzung statt Versäulung – Frühförderung in Schleswig-Holstein“. In: Maelicke, B./ Fretschner, R. / Köhler, N. / Frei, F. (Deutsches Institut für Sozialwirtschaft): Innovation und Systementwicklung in der Frühförderung. Springer-Verlag, 2013, S. 15–32
- Wie modern ist die Frühförderung? Perspektiven für ein (nicht) etabliertes Hilfesystem im Spannungsfeld zwischen fachlichen und gesetzlichen Ansprüchen und (konkurrierenden) Nachbarsystemen. In: König, L. / Weiß, H.: Anerkennung und Teilhabe für entwicklungsgefährdete Kinder. Kohlhammer-Verlag, Stuttgart, 2015, S. 55–70
- Sohns, A. / Weiß, H.: Interdisziplinäre Frühförderung und Frühe Hilfen. In: Gebhard, B. / Seidel, A. / Sohns, A. / Möller-Dreischer, S. (Hrsg.): Frühförderung wirkt - von Anfang an. Kohlhammer Verlag, Stuttgart, 2019, S. 81–101
- Die Komplexleistung Frühförderung im Rehabilitationsgesetz. In: Frühförderung interdisziplinär, 1/2022, Reinhardt-Verlag München/Basel, S. 50–60
- Das Konzept der Inklusiven Frühförderung. In: Frühförderung Interdisziplinär, 3/2022. Ernst-Reinhardt-Verlag, München/Basel, S. 138–152